# كلاوس فوكس
كلاوس اميل فوكس (بالألمانية: Klaus Fuchs) ولد العالم الذري في 29 ديسمبر من عام 1911 بمدينة روسلسهايم الألمانية. وكان ثالث أربعة أطفال لقسيس لوثري يدعى إميل فوكس وزوجته إلسا فاجنير. وأصبح والده فيما بعد أستاذاً في علم اللاهوت بجامعة لايبزيج. وشهد كارثة كبيرة عندما كان صبيّاً حيث ماتت جدته لأمه، ومعها أمه وإحدى أخواته في حادث انتحار جماعي.
وبعد أن أنهى دراسته الثانوية التحق بجامعة لايبتزغ ثم جامعة كيل. واتضحت ميوله السياسية حين انضم إلى الحزب الديموقراطي الاجتماعي عام 1932 وفي ذلك الوقت كان نجم أدولف هتلر قد بدأ بالسطوع. وما لبث أن انشقّ عن حزبه في عام 1933 بسبب التهديدات التي كان يتعرض لها أعضاء الحزب الديموقراطي الاجتماعي من رجال الجستابو والحرس النازي. وانضم بشكل سرّي إلى الحزب الشيوعي الألماني وتعرّض للمراقبة والملاحقة من جديد لأن النازيين كانوا يناهضون الطروحات الشيوعية. وهرب بعد ذلك إلى فرنسا ومنها إلى مدينة بريستول في بريطانيا. وبسبب صفاء ذهنه وتفوقه الإدراكي الشخصي تمكّن من الحصول على درجة دكتوراه الفلسفة في الفيزياء من جامعة بريستول عام 1937 واهتم في بحوثه بعلوم الفيزياء النظرية والذرّة وسجل فيها نجاحاً لافتاً، وعمل بعد ذلك أستاذاً في جامعة أدنبره.
كان فوكس فيزيائيًا نظريًا ألمانيًا وجاسوسًا ذريًا أُدين في عام 1950 بتقديم معلومات من مشروع مانهاتن الأمريكي والبريطاني والكندي إلى الاتحاد السوفيتي خلال فترة وجيزة بعد الحرب العالمية الثانية، وبعد قضائه تسعة أعوام في أحد السجون البريطانية عاد إلى ألمانيا الشرقية حيث استأنف حياته المهنية كعالم فيزيائي. أثناء وجوده في مختبر لوس ألاموس الوطني، كان فوكس مسؤولاً عن العديد من الحسابات النظرية الهامة المتعلقة بالأسلحة النووية الأولى وفيما بعد النماذج المبكرة للقنبلة الهيدروجينية.
بعد اندلاع الحرب العالمية الثانية في أوروبا، اعتُقل في جزيرة آيل أوف مان، وفي وقت لاحق في كندا. بعد عودته إلى بريطانيا في عام 1941، أصبح مساعدًا لرودولف بيرلز، حيث عمل في برنامج «سبائك الأنابيب» - وهو مشروع القنبلة الذرية البريطانية. بدأ بتمرير معلومات عن المشروع إلى الاتحاد السوفييتي من خلال روث كوتشينسكي التي تحمل الاسم الرمزي «سونيا»، وهي شيوعية ألمانية وضابط برتبة رائد في الاستخبارات العسكرية السوفيتية كانت تعمل مع عصابة الجاسوس ريتشارد سورج في الشرق الأقصى. في عام 1943، ذهب فوكس وبيرلز إلى جامعة كولومبيا، في مدينة نيويورك، للعمل في مشروع مانهاتن. في أغسطس من عام 1944، انضم فوكس إلى قسم الفيزياء النظرية في مختبر لوس ألاموس، الذي كان يعمل تحت قيادة هانز بيث. كان مجال خبرته الرئيسي هو مشكلة الانبجار، وهي ضرورية لتطوير قنبلة البلوتونيوم. بعد الحرب عاد إلى المملكة المتحدة وعمل في مؤسسة الطاقة الذرية البريطانية في هارويل رئيسًا لقسم الفيزياء النظرية.
في يناير 1950، اعترف فوكس بأنه كان جاسوسًا. حكمت عليه محكمة بريطانية بالسجن لمدة أربعة عشر عاماً وجردته من جنسيته البريطانية. أُطلق سراحه في عام 1959، بعد أن أمضى تسع سنوات، وهاجر إلى جمهورية ألمانيا الديمقراطية (ألمانيا الشرقية)، حيث انتُخب في أكاديمية العلوم وأصبح عضواً في اللجنة المركزية لحزب الوحدة الاشتراكية في ألمانيا (SED). وقد عُين فيما بعد نائباً لمدير معهد الأبحاث النووية في روسندورف، حيث عمل حتى تقاعده عام 1979.

## روابط خارجية
- كلاوس فوكس على موقع IMDb (الإنجليزية)
- كلاوس فوكس على موقع الموسوعة البريطانية (الإنجليزية)
- كلاوس فوكس على موقع مونزينجر (الألمانية)
- كلاوس فوكس على موقع إن إن دي بي (الإنجليزية)
- كلاوس فوكس على موقع قاعدة بيانات الفيلم (الإنجليزية)